# Henry George (econoom)

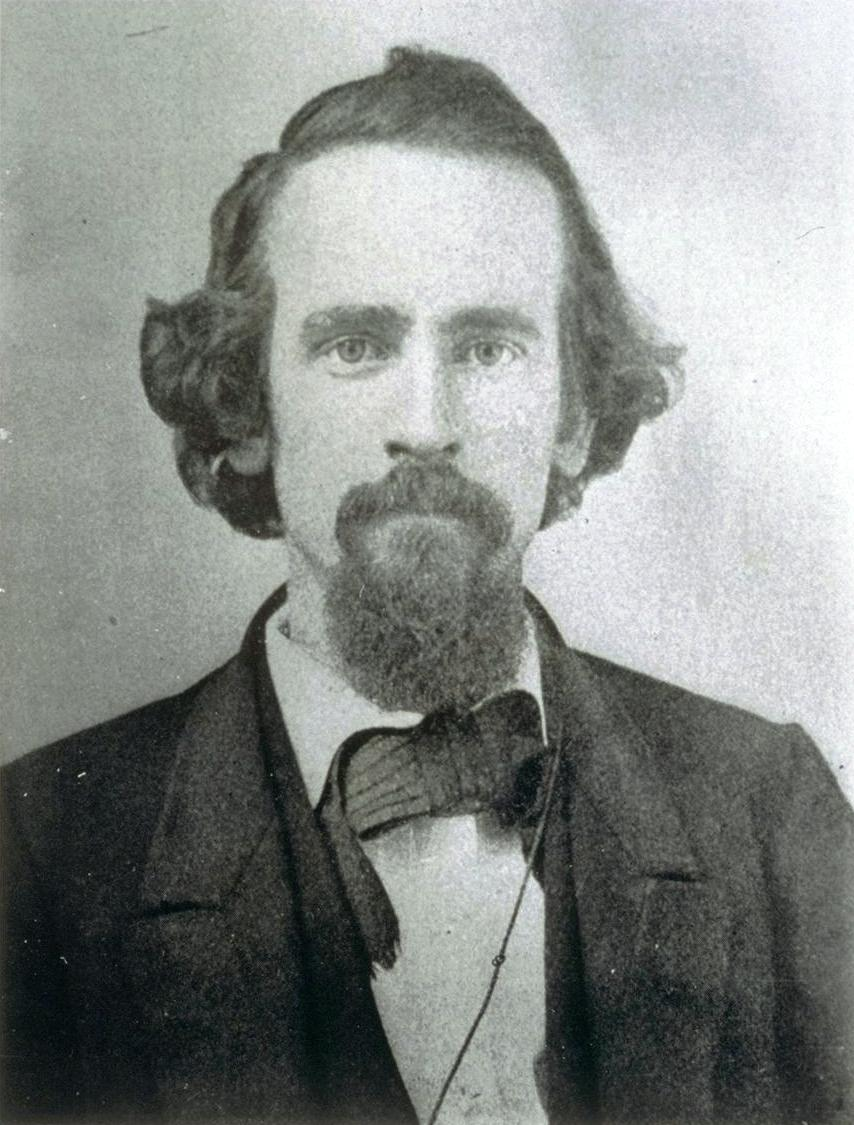
Henry George

Henry George (Philadelphia, 2 september 1839 – New York, 29 oktober 1897) was een Amerikaans politiek econoom. George is vooral bekend om zijn kritiek op particuliere grondeigendom.
George werd in Philadelphia in de Verenigde Staten geboren. Na de lagere school monsterde hij aan als scheepsjongen en maakte een reis om de wereld, waarbij hij onder meer Europa en Australië bezocht. Hij werkte als drukker, zeeman, goudzoeker, winkelbediende, weger, journalist en als inspecteur van gasmeters, veelal in San Francisco. Hoewel hij aan den lijve ondervond wat armoede is, werd hij pas bij een bezoek aan New York in 1869 gegrepen door het raadsel van gelijktijdig toenemende rijkdom en armoede. Hij nam zich toen ernstig voor de oorzaak te vinden van de groeiende kloof tussen rijk en arm. In zijn vrije tijd las hij de werken van zijn grote voorgangers Adam Smith, David Ricardo, John Stuart Mill en anderen. In 1879 voltooide hij Progress and Poverty, met als ondertitel 'Een onderzoek naar de oorzaken van economische depressies en het toenemen van armoede met het toenemen van rijkdom'. Het boek werd een ware bestseller; het werd in zeer veel talen vertaald, en in de 25 jaar na het verschijnen werden meer dan twee miljoen exemplaren verkocht. George werd beroemd en populair, maar kreeg ook veel kritiek van tegenstanders. Karl Marx viel hem scherp aan, omdat hij diens ideeën over een tegenstelling tussen kapitaal en arbeid ontkende. George hield vol, schreef nog een aantal andere boeken en stierf in 1897, midden in een verkiezingscampagne voor het burgemeesterschap van New York, waarvoor hij kandidaat was gesteld.

## Denkbeelden

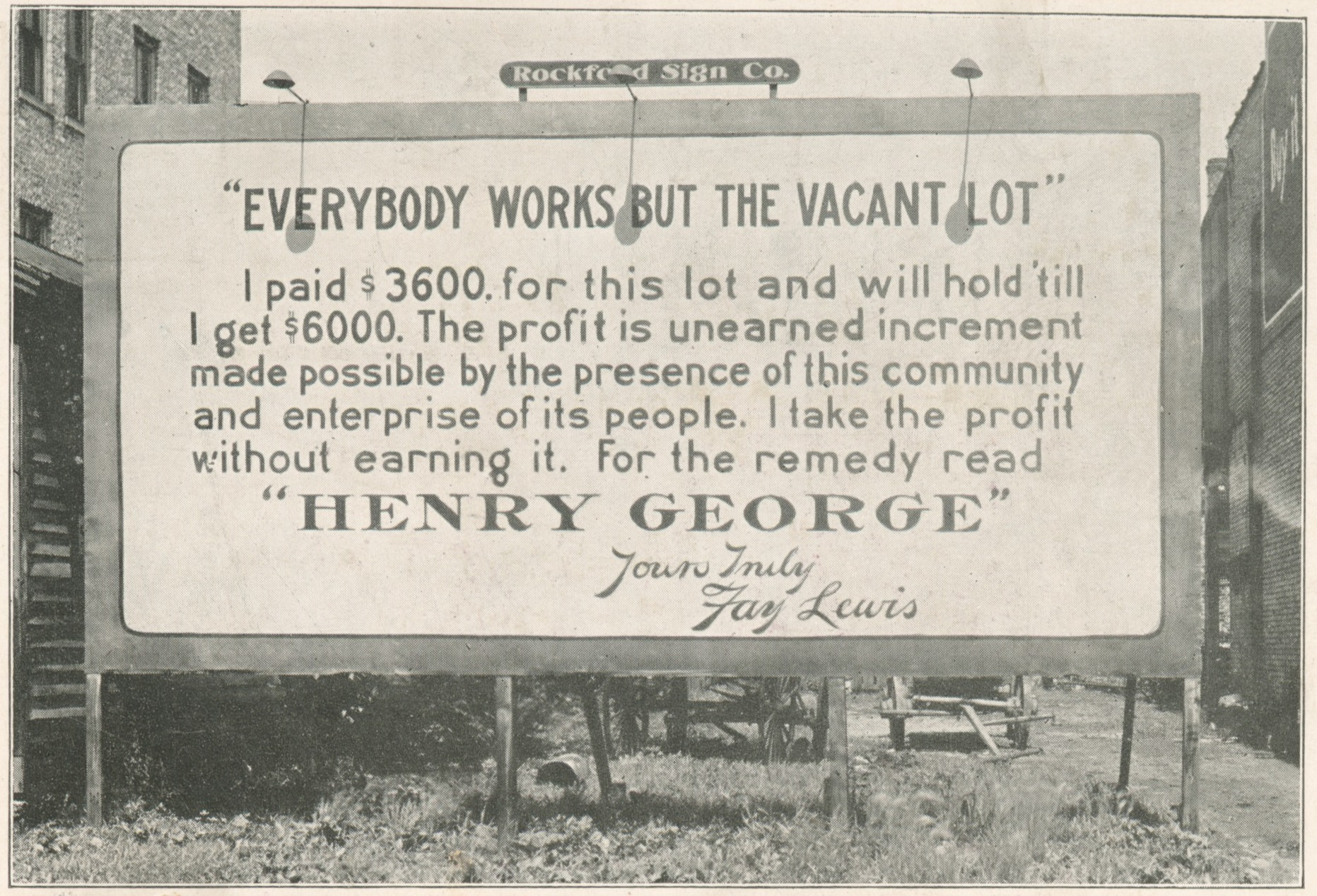
Everybody works but the vacant lot.

Henry George was een liberale filosoof en een klassieke econoom. Net als zijn liberale voorgangers John Locke en Thomas Paine vond hij dat het recht private eigendom voortkomt uit menselijke arbeid, maar dat ieder mens een gelijk recht heeft op de voorzieningen van de natuur, de grond en alle natuurlijke bronnen en opportuniteiten. Economisch baseerde hij zich op David Ricardo en die zijn "Law Of Rent" om aan tonen dat het inkomen uit arbeid bepaald wordt op de productiemarge, dat wil zeggen, de beste grond die gratis ter beschikking wordt gesteld. Wanneer grond onderbenut wordt door monopolie en speculatie, dan verlegt dit de productiemarge, verlaagt dit het inkomen uit arbeid en veroorzaakt het werkloosheid en armoede. Net als zijn voorgangers John Stuart Mill en Adam Smith wees hij erop dat grondeigenaars een inkomen verkrijgen ("Rent" of Economische Rente) dat voortkomt uit de groei van de gemeenschap en de voorzieningen van de overheid, dat grondbezit op zich volledig onproductief is, en dat een grondwaardebelasting (een belasting op grondwaarde zonder verbeteringen) de meest efficiënte belasting is. Deze belasting veroorzaakt geen doodgewicht, ze recupereert de uitgaven van de overheid die de waarde van grond doen stijgen en zorgt ervoor dat grond efficiënt gebruikt wordt. Henry George vond dat grond een vorm van gemeenschappelijk goed is, maar was niet per se voor nationalisering. Het belangrijkste is immers dat grondeigenaars de grondrente aan de rest van de gemeenschap betalen. Indien grondrente wordt gesocialiseerd, konden volgens hem alle belastingen op productie afgeschaft worden, wat ook de economische efficiëntie zou doen toenemen. Daarom noemde hij zijn idee de "Single Tax" naar het originele idee van de allereerste econoom François Quesnay. Daarnaast was hij ook een grote pleitbezorger van vrije handel en overheidsbezit van natuurlijke monopolies, zoals infrastructuur (eventueel op gemeentelijk niveau).
Het gedachtegoed van George verkreeg over de gehele wereld aanhangers, zoals bij de Bond voor Landnationalisatie in Nederland.